# Aeroporto di Union Island
L'Aeroporto di Union Island (IATA: UNI, ICAO: TVSU), in inglese Union Island Airport è l'aeroporto che serve l'isola di Union Island, nella Parrocchia delle Grenadine, nello stato di Saint Vincent e Grenadine. Si tratta di un aeroporto regionale, servito con voli di linea solo da piccole compagnie aeree locali; il resto del traffico è di aviazione generale.

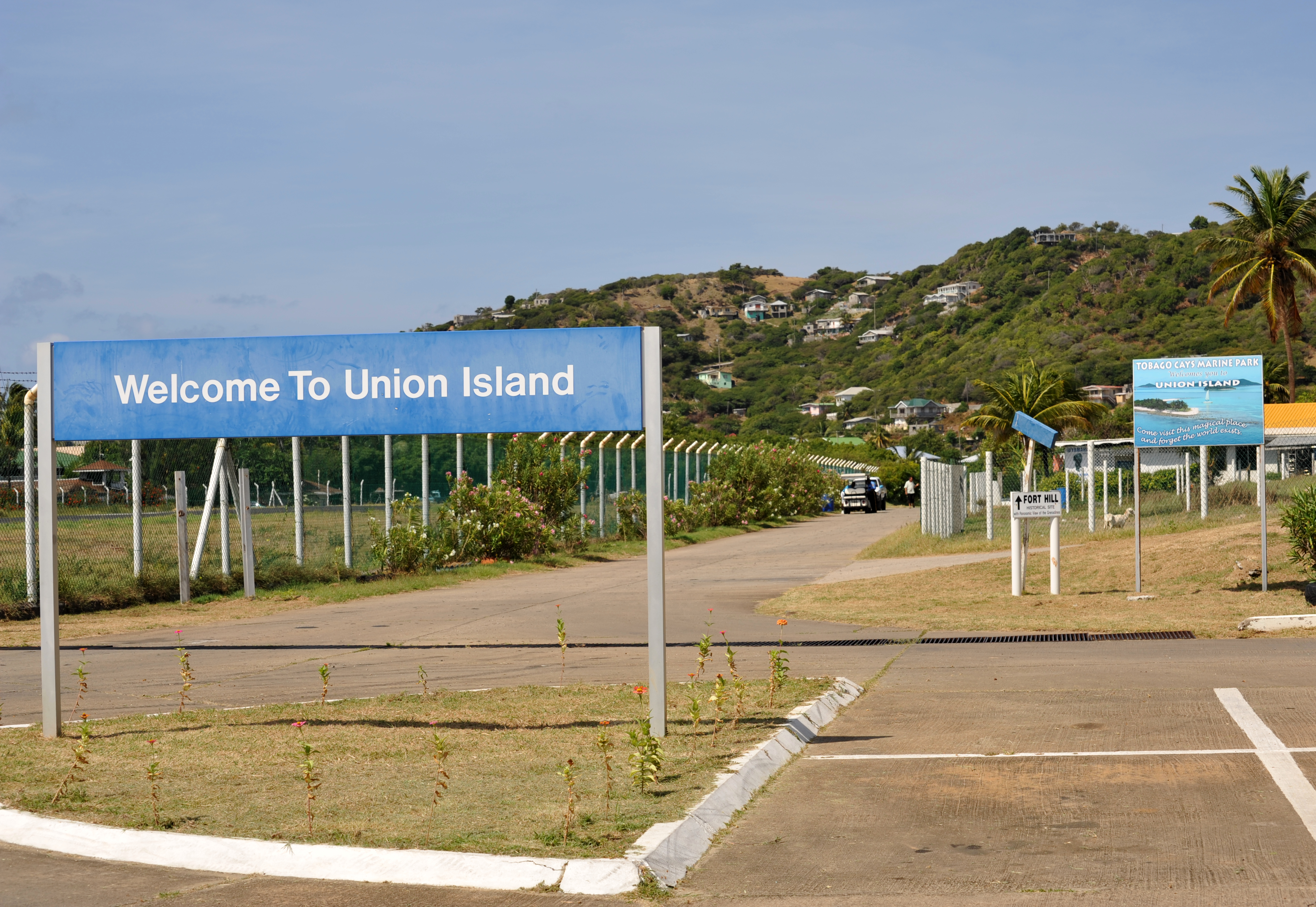
L'ingresso all'area aeroportuale.